# Nicole Botter Gomez
Nicole Botter Gomez (Bogotà, 6 giugno 1997) è una pattinatrice di short track e velocista italiana.

## Biografia
È nata a Bogotà in Colombia.
A livello giovanile ha gareggiato nell'atletica leggera nelle discipline della velocità. In seguito si è dedicato allo short track.
Ha fatto la sua prima apparizione internazionale ai Campionati mondiali junior di short track di Osaka 2015, dove ha ottenuto il 24 ° posto in classifica generale e il nono posto con la staffetta. L'anno successivo ha preso parte ai mondiali junior di Sofia 2016 ed ha ottenuto il 26º in classifica generale e il decimo posto nella staffetta. 
Ha debuttato in Coppa del Mondo nel novembre 2018 a Calgary. 
È stata convocata all'Universiade invernale di Krasnojarsk 2019, classificandosi nona su 1500 metri, settima sui 500 metri. Ai campionati europei di Dordrecht 2019 si è piazzata quinta con la staffetta. 
Nella stagione 2019/20 ha ottenuto la sua prima vittoria in Coppa del Mondo con la staffetta a Nagoya. Agli europei di Debrecen 2019 ha vinto la sua prima medaglia d'argento continentale, gareggiando con le connazionali Arianna Fontana, Cynthia Mascitto, Martina Valcepina e Arianna Sighel, nella staffetta 3000 metri.

## Palmarès
- Europei

Debrecen 2019: argento nella staffetta 3000 m.;
Danzica 2023: bronzo nella staffetta 3000 m.;